# イナクセシブル島
イナクセシブル島（英語: Inaccessible Island）は、南大西洋に浮かぶイギリスの海外領土、トリスタンダクーニャ諸島にある小島。「近寄りがたい島」を意味する。
トリスタンダクーニャ島から南西32 kmに位置する面積14 km2の火山島で、2004年にユネスコ世界遺産に登録されていた近隣のゴフ島を拡大登録する形で、自然遺産として登録された。2008年にはラムサール条約登録地となった。

## 歴史
島の名前には1652年、オランダ船ナハトグラス号（’t Nachtglas）の乗組員が上陸したものの内陸まで行けなかったため、「近寄りがたい島」と命名したという説と、1778年にフランス船が上陸できなかったためという2つの説がある。
1816年、トリスタンダクーニャ島に駐留していたイギリス駐留隊は島から撤退したが、駐留隊員のひとりであるウィリアム・グラス伍長は、彼の家族とともにトリスタン・ダ・クーニャ島に残り、その時、家畜のヤギやブタも一緒であった。その後の一家の消息は不明だが、1871年10月にはドイツのシュトルテンホフ兄弟が住み着いた。彼らはアメリカの捕鯨船で着き、捕鯨船はさらに南下したが、兄弟は島でアザラシ狩りのため3か月間、島に残ることにした。しかし、不運にも残ったボートをすぐに失い、3か月過ぎても捕鯨船は戻ってこなかった。食料となる物はかつてグラスが放したヤギやブタだけしかなく、なんとか生活した。結局、1873年に調査のため来島したイギリス海軍チャレンジャー6世号（H.M.S.Challenger Ⅵ）により救助され、島を離れた。
1938年にノルウェーの科学探険隊は3週間滞在し、植物や鳥および石の広汎な標本を作った。農場として島を開発する計画があったが、第二次世界大戦後、その開発計画はなくなり、島独特の豊かな植物や動物が保存された。
1962年、トリスタン・ダ・クーニャの会社が島の地図を描くために科学者を上陸させ探検した。不運にも科学者は島の内部に至らず、船から地図を描く試みもしたが、雲が多かったために失敗した。最も正確で科学的な調査は、イギリスのデンストン・カレッジから来た教師と男子生徒によるもので、1982年10月25日に上陸し、1983年2月9日に島から去るまで詳しく調べ、詳しい地図を作り、地質・植物・動物を調査した。

## 地形と生物
火山性で海岸は険しく、断崖絶壁からなる岩の多い島である。トリスタンダクーニャ島民や科学者が時折島に訪れる以外は無人島である。面積14 km2、島の最高峰は561 m。
特有の豊かな自然があり、3,000羽以上の海鳥がここで生息しており、島の泥炭地と岩石海岸はゴウワタリアホウドリ、メガネミズナギドリ、キタイワトビペンギン、ススイロアホウドリなど24種の海鳥と陸鳥、そしてアナンキョクオットセイの繁殖地となっている。固有種として飛べない鳥の最小種であるマメクロクイナがいる。周辺の海域にはロブスターのJasus paulensisが生息しており、漁業が行われる。島には外来種の哺乳類が存在しない。

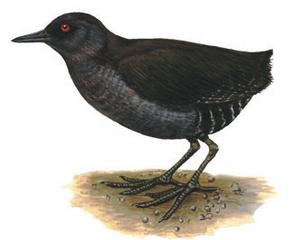
マメクロクイナ

## 世界遺産
この世界遺産は世界遺産登録基準のうち、以下の条件を満たし、登録された（以下の基準は世界遺産センター公表の登録基準からの翻訳、引用である）。
- (7) ひときわすぐれた自然美及び美的な重要性をもつ最高の自然現象または地域を含むもの。
- (10) 生物多様性の本来的保全にとって、もっとも重要かつ意義深い自然生息地を含んでいるもの。これには科学上または保全上の観点から、すぐれて普遍的価値を持つ絶滅の恐れのある種の生息地などが含まれる。